# Vitor-Manuel Gamito
Vitor-Manuel Gamito (Lissabon, 21 april 1970) is een Portugees voormalig wielrenner.

## Carrière
Hij werd prof in 1992 bij een kleine Portugese ploeg, Sicasal. In zijn tweede profjaar liet hij zien een uitstekend ronderenner te zijn met de eindoverwinningen in de Grande Prémio Jornal de Notícias. Gamito stond bekend als een goede klimmer en uitstekend tijdrijder, getuige zijn twee nationale titels op deze discipline. Gamito beëindigde zijn profcarrière in 2004.

## Overwinningen
1993
1e en 2e etappe Grande Prémio Jornal de Notícias
Eindklassement G.P Jornal Nocitas
10e etappe Ronde van Portugal
1994
4e etappe G.P a Capital
Proloog en 4e etappe G.P Jornal de Nocitas
Eindklassement Grande Prémio Jornal de Notícias
4e en 7e etappe Ronde van de Algarve
Eindklassement Ronde van de Algarve
13e etappe Ronde van Portugal
1995
Proloog G.P do Minho
3e etappe Trofeo Joaquim Agostinho
proloog Volta a Tros Montes e Alto Douro
4e en 13e etappe Ronde van Portugal
1999
 Portugees kampioen individuele tijdrit, elite.
Eindklassement G.P do Minho
Eindklassement Grande Prémio Jornal de Notícias
5e etappe Ronde van Portugal
2000
 Portugees kampioen individuele tijdrit, elite.
10e en 13e etappe Ronde van Portugal
Eindklassement Ronde van Portugal
2003
4e etappe Ronde van Alentejo
6e etappe Ronde van Portugal

## Resultaten in voornaamste wedstrijden
| Jaar | Ronde van Italië | Ronde van Frankrijk | Ronde van Spanje |
| ---- | ---------------- | ------------------- | ---------------- |
| 1994 |                  |                     | opgave           |
| 1995 |                  |                     | opgave           |
| 1996 |                  |                     | opgave           |